# Argentinië op de Olympische Winterspelen 1992
Tijdens de Olympische Winterspelen van 1992 die in Albertville werden gehouden nam Argentinië deel met 20 sporters. Er werden geen medailles veroverd, de 21e plaats van Carolina Eiras op het onderdeel combinatieskiën was de beste prestatie van de Argentijnse atleten tijdens deze Winterspelen.

## Deelnemers en resultaten

### Alpineskiën
| Olympiër                | Discipline       | Resultaat | Prestatie |
| ----------------------- | ---------------- | --------- | --- |
| Gáston Begue            | super g (m)      | 61e       | 1.22,52 (+9,48) |
| Gáston Begue            | reuzenslalom (m) | 54e       | run 1: 1.17,22 run 2: 1.13,94 totaal: 2.31,16 (+24,18)                                                                         |
| Gáston Begue            | slalom (m)       | DNF-1     | run 1: opgave |
| Federico van Ditmar (2) | super g (m)      | 46e       | 1.19,07 (+6,03) |
| Federico van Ditmar (2) | reuzenslalom (m) | DNF-1     | run 1: opgave |
| Federico van Ditmar (2) | slalom (m)       | 39e       | run 1: 1.00,62 run 2: 1.00,87 totaal: 2.01,49 (+17,10)                                                                         |
| Carlos Espiasse         | super g (m)      | 62e       | 1.22,68 (+9,64) |
| Carlos Espiasse         | reuzenslalom (m) | DNS-2     | run 1: 1.16,77 run 2: niet gestart                                                                                             |
| Agustín Neiman          | super g (m)      | 60e       | 1.22,47 (+9,43) |
| Agustín Neiman          | reuzenslalom (m) | 47e       | run 1: 1.16,44 run 2: 1.11,87 totaal: 2.28,31 (+21,33)                                                                         |
|                         |                  |           | |
| Carolina Eiras (2)      | afdaling (v)     | 29e       | 2.02,81 (+10,26) |
| Carolina Eiras (2)      | super g (v)      | 39e       | 1.32,33 (+11,11) |
| Carolina Eiras (2)      | reuzenslalom (v) | 27e       | run 1: 1.12,55 run 2: 1.13,36 totaal: 2.25,91 (+13,17)                                                                         |
| Carolina Eiras (2)      | slalom (v)       | DNF-1     | run 1: opgave |
| Carolina Eiras (2)      | combinatie (v)   | 21e       | afdaling: 101,71 punten met 1.34,00 slalom: 83,25 punten met 1.19,41 run 1: 38,93 run 2: 40,48 totaal: 184,96 punten (+182,41) |
| Astrid Steverlynck (2)  | super g (v)      | 40e       | 1.33,48 (+12,26) |
| Astrid Steverlynck (2)  | reuzenslalom (v) | 32e       | run 1: 1.15,01 run 2: 1.16,15 totaal: 2.31,16 (+18,42)                                                                         |
| Astrid Steverlynck (2)  | slalom (v)       | 30e       | run 1: 54,83 run 2: 50,70 totaal: 1.45,53 (+12,85)                                                                             |
| Astrid Steverlynck (2)  | combinatie (v)   | DNF-s2    | afdaling: 1.31,71 slalom: run 1: run 2: opgave                                                                                 |

### Biatlon
| Olympiër         | Discipline | Resultaat | Prestatie                                    |
| ---------------- | ---------- | --------- | -------------------------------------------- |
| Juan Fernández   | 10 km (m)  | 93e       | 40.32,0 (+14.29,7) pen.: 2 (1 + 1)           |
| Juan Fernández   | 20 km (m)  | 91e       | 1:25.27,1 (+28.52,7) pen.: 5 (2 + 0 + 1 + 2) |
| Alejandro Guerra | 10 km (m)  | 92e       | 40.16,8 (+14.14,5) pen.: 2 (2 + 0)           |
| Roberto Lucero   | 10 km (m)  | 94e       | 41.38,5 (+15.36,2) pen.: 8 (4 + 4)           |
| Roberto Lucero   | 20 km (m)  | DNF       | opgave                                       |
| Luis Ríos (3)    | 10 km (m)  | 91e       | 36.07,5 (+10.05,2) pen.: 3 (1 + 2)           |
| Luis Ríos (3)    | 20 km (m)  | 86e       | 1:14.43,8 (+17.09,4) pen.: 3 (1 + 1 + 0 + 1) |
| Marcelo Vásquez  | 20 km (m)  | 90e       | 1:22.02,6 (+25.28,2) pen.: 8 (3 + 2 + 0 + 3) |
|                  |            |           |                                              |
| María Giro       | 7,5 km (v) | 36e       | 27.53,5 (+3.24,3) pen.: 0 (0 + 0)            |
| María Giro       | 15 km (v)  | 63e       | 1:03.18,0 (+12.30,8) pen.: 6 (0 + 3 + 0 + 3) |
| Fabiana Lovece   | 7,5 km (v) | 68e       | 39.07,0 (+14.37,8) pen.: 9 (4 + 5)           |

### Freestyleskiën
| Olympiër           | Discipline | Resultaat | Prestatie                  |
| ------------------ | ---------- | --------- | -------------------------- |
| Ignacio Bustamante | moguls (m) | 30e       | kwalificatie: 18,18 punten |

### Langlaufen
| Olympiër        | Discipline                    | Resultaat | Prestatie                                                    |
| --------------- | ----------------------------- | --------- | ------------------------------------------------------------ |
| Guillermo Alder | 10 km klassiek (m)            | 97e       | 37.11,8 (+9.35,8)                                            |
| Guillermo Alder | 30 km klassiek (m)            | 79e       | 1:47.07,4 (+24.39,6)                                         |
| Guillermo Alder | achtervolging 10 km+15 km (m) | 92e       | 10 km: 37.11 15 km: 48,58,2 achterstand op winnaar: +20.31,3 |
| Luis Argel (2)  | 10 km klassiek (m)            | 92e       | 36.33,6 (+8.57,6)                                            |
| Luis Argel (2)  | 30 km klassiek (m)            | DNF       | opgave                                                       |
| Luis Argel (2)  | achtervolging 10 km+15 km (m) | 87e       | 10 km: 36.33 15 km: 46.59,0 achterstand op winnaar: +17.54,1 |
| Sébastian Menci | 10 km klassiek (m)            | 104e      | 40.00,2 (+12.24,2)                                           |
| Sébastian Menci | achtervolging 10 km+15 km (m) | 93e       | 10 km: 40.00 15 km: 52.00,0 achterstand op winnaar: +26.22,1 |
| Diego Prado     | 10 km klassiek (m)            | 106e      | 41.46,2 (+14.10,2)                                           |
| Diego Prado     | achtervolging 10 km+15 km (m) | 95e       | 10 km: 41.46 15 km: 54.55,2 achterstand op winnaar: +31.03,3 |
|                 |                               |           |                                                              |
| Inés Alder      | 5 km klassiek (v)             | 60e       | 18.31,6 (+4.17,8)                                            |
| Inés Alder      | 15 km klassiek (v)            | 49e       | 54.26,9 (+12.06,1)                                           |
| Inés Alder      | 30 km vrije stijl (v)         | 55e       | 1:50.50,6 (+28.20,5)                                         |
| Inés Alder      | achtervolging 5 km+10 km (v)  | 57e       | 5 km: 18.31 10 km: 35.24,4 achterstand op winnaar: +13.47,7  |

### Rodelen
| Olympiër           | Discipline | Resultaat | Prestatie                                                                         |
| ------------------ | ---------- | --------- | --------------------------------------------------------------------------------- |
| Rubén González (2) | mannen     | 31e       | run 1: 47,301 run 2: 47,238 run 3: 48,086 run 4: 49,152 totaal: 3.11,777 (+9,414) |

Algerije · Amerikaanse Maagdeneilanden · Andorra · Argentinië · Australië · België · Bermuda · Bolivia · Brazilië · Bulgarije · Canada · Chili · China · Chinees Taipei · Costa Rica · Cyprus · Denemarken · Duitsland · Estland · Filipijnen · Finland · Frankrijk · Gezamenlijk team · Griekenland · Groot-Brittannië · Honduras · Hongarije · Ierland · IJsland · India · Italië · Jamaica · Japan · Joegoslavië · Kroatië · Letland · Libanon · Liechtenstein · Litouwen · Luxemburg · Marokko · Mexico · Monaco · Mongolië · Nederland · Nederlandse Antillen · Nieuw-Zeeland · Noord-Korea · Noorwegen · Oostenrijk · Polen · Puerto Rico · Roemenië · San Marino · Senegal · Slovenië · Spanje · Swaziland · Tsjecho-Slowakije · Turkije · Verenigde Staten · Zuid-Korea · Zweden · Zwitserland